# Juvi Cremona Basket 2008-2009

## Roster
| Giocatori |
| --------- |

|    | Naz.              | Ruolo | Sportivo               | Anno | Alt. | Peso |  |
| -- | ----------------- | ----- | ---------------------- | ---- | ---- | ---- |  |
| 4  | Italia (bandiera) | P     | Marcello Filattiera    | 1982 | 182  |      |  |
| 5  | Italia (bandiera) | A     | Marco Paolo Marenzi    | 1991 | 193  |      |  |
| 6  | Italia (bandiera) | A     | Daniele Grilli         | 1972 | 191  |      |  |
| 7  | Italia (bandiera) | AG    | Andrea Conti           | 1974 | 201  | 90   |  |
| 8  | Italia (bandiera) | C     | Paolo Conti            | 1969 | 208  | 101  |  |
| 9  | Italia (bandiera) | G     | Riccardo Luciano Viola | 1991 | 185  |      |  |
| 10 | Italia (bandiera) | G     | Andrea Negri           | 1988 | 193  |      |  |
| 11 | Italia (bandiera) | C     | Enrico Degli Agosti    | 1974 | 208  |      |  |
| 17 | Italia (bandiera) | C     | Alessandro Mancin      | 1986 | 208  |      |  |
| 18 | Italia (bandiera) | G     | Mauro Quaroni          | 1979 | 193  |      |  |
| 19 | Italia (bandiera) | G     | Ryan Bucci             | 1981 | 190  |      |  |
| 20 | Italia (bandiera) | A     | Davide Cristelli       | 1977 | 204  |      |  |

| Staff tecnico                           |
| --------------------------------------- |
| Allenatore: Furlani Adriano             |
| Vice allenatore: Giannoni Massimiliano  |
| Medico: Fontana Alessandro              |
| Medico: Medagliani Giorgio              |
| Preparatore atletico: Franzini Giovanni |
| Fisioterapista: Mazzali Massimiliano    |
| Massaggiatore: Rossi Giovanni           |